# Rodrigo Rey (futbolista)
Rodrigo Rey (Las Parejas, Argentina, 8 de marzo de 1991) es un futbolista argentino. Se desempeña como arquero y su equipo actual es el Club Atlético Independiente, de la Primera División de Argentina.

## Trayectoria
Se inició en el Argentino de La IAPI Bernal Oeste. Junto con Thiago, Maty y El perri Isa
natal, Las Parejas. Luego hizo gran parte de su formación en River Plate. En 2011 participó del Mundial sub-20 de ese mismo año. En 2012 dejó River Plate para pasar a Newell's Old Boys a préstamo, donde hizo su debut en primera división. El equipo rosarino, más tarde, compra la totalidad del pase.
En 2014 llega a Godoy Cruz, donde se mantuvo hasta 2017. En el elenco mendocino se consolida como líder del equipo, mostrando un gran nivel y generando el interés de varios clubes para hacerse con sus servicios.
En la segunda mitad del año 2017 se une al PAOK de Salónica que disputa la Superliga de Grecia. Godoy Cruz vendió el 80% de su pase por alrededor de dos millones de dólares y firmó contrato por cuatro años en el equipo griego.

## Estadísticas

### Clubes
Actualizado de acuerdo al último partido jugado el 16 de marzo de 2025.
| Club                              | Div.          | Temporada     | Liga  | Liga  | Liga  | Copas Nacionales | Copas Nacionales | Copas Nacionales | Torneos Internacionales | Torneos Internacionales | Torneos Internacionales | Total | Total | Total |
| Club                              | Div.          | Temporada     | Part. | G. R. | V. I. | Part.            | G. R.            | V. I.            | Part.                   | G. R.                   | V. I.                   | Part. | G. R. | V. I. |
| --------------------------------- | ------------- | ------------- | ----- | ----- | ----- | ---------------- | ---------------- | ---------------- | ----------------------- | ----------------------- | ----------------------- | ----- | ----- | ----- |
| C. D. Godoy Cruz Argentina        | 1.ª           | 2015          | 22    | 26    | 7     | —                | —                | —                | —                       | —                       | —                       | 22    | 26    | 7     |
| C. D. Godoy Cruz Argentina        | 1.ª           | 2016          | 17    | 15    | 5     | —                | —                | —                | —                       | —                       | —                       | 17    | 15    | 5     |
| C. D. Godoy Cruz Argentina        | 1.ª           | 2016-17       | 28    | 34    | 7     | 4                | 3                | 3                | 7                       | 9                       | 1                       | 39    | 46    | 11    |
| C. D. Godoy Cruz Argentina        | 1.ª           | 2019-20       | 7     | 10    | 2     | 1                | 4                | 0                | —                       | —                       | —                       | 8     | 14    | 2     |
| C. D. Godoy Cruz Argentina        | Total club    | Total club    | 74    | 85    | 21    | 5                | 7                | 3                | 7                       | 9                       | 1                       | 86    | 101   | 25    |
| PAOK de Salónica F. C. · Grecia   | 1.ª           | 2017-18       | 12    | 7     | 6     | 2                | 2                | 0                | 4                       | 4                       | 1                       | 18    | 13    | 7     |
| PAOK de Salónica F. C. · Grecia   | 1.ª           | 2018-19       | —     | —     | —     | 3                | 2                | 1                | —                       | —                       | —                       | 3     | 2     | 1     |
| PAOK de Salónica F. C. · Grecia   | Total club    | Total club    | 12    | 7     | 6     | 5                | 4                | 1                | 4                       | 4                       | 1                       | 21    | 15    | 8     |
| C. F. Pachuca · México            | 1.ª           | A-2019        | 18    | 26    | 4     | —                | —                | —                | —                       | —                       | —                       | 18    | 26    | 4     |
| C. F. Pachuca · México            | Total club    | Total club    | 18    | 26    | 4     | 0                | 0                | 0                | 0                       | 0                       | 0                       | 18    | 26    | 4     |
| Gimnasia y Esgrima (LP) Argentina | 1.ª           | 2020          | —     | —     | —     | 1                | 3                | 0                | —                       | —                       | —                       | 1     | 3     | 0     |
| Gimnasia y Esgrima (LP) Argentina | 1.ª           | 2021          | 25    | 28    | 11    | 12               | 18               | 4                | —                       | —                       | —                       | 37    | 46    | 15    |
| Gimnasia y Esgrima (LP) Argentina | 1.ª           | 2022          | 27    | 18    | 13    | 17               | 22               | 7                | —                       | —                       | —                       | 44    | 40    | 20    |
| Gimnasia y Esgrima (LP) Argentina | Total club    | Total club    | 52    | 46    | 24    | 30               | 43               | 11               | 0                       | 0                       | 0                       | 82    | 89    | 35    |
| C. A. Independiente Argentina     | 1.ª           | 2023          | 27    | 32    | 8     | 17               | 12               | 9                | —                       | —                       | —                       | 44    | 44    | 17    |
| C. A. Independiente Argentina     | 1.ª           | 2024          | 27    | 17    | 15    | 18               | 11               | 9                | —                       | —                       | —                       | 45    | 28    | 24    |
| C. A. Independiente Argentina     | 1.ª           | 2025          | 10    | 8     | 4     | 1                | 0                | 1                | —                       | —                       | —                       | 11    | 8     | 5     |
| C. A. Independiente Argentina     | Total club    | Total club    | 64    | 57    | 27    | 36               | 23               | 19               | 0                       | 0                       | 0                       | 100   | 80    | 46    |
| Total carrera                     | Total carrera | Total carrera | 220   | 221   | 82    | 76               | 77               | 34               | 11                      | 13                      | 2                       | 307   | 311   | 118   |
| 1. 2. 3.                          |               |               |       |       |       |                  |                  |                  |                         |                         |                         |       |       |       |

## Palmarés

### Campeonatos nacionales
| Título              | Club                    | País      | Año     |
| ------------------- | ----------------------- | --------- | ------- |
| Primera División    | C. A. Newell's Old Boys | Argentina | F-2013  |
| Copa de Grecia      | PAOK de Salónica F. C.  | Grecia    | 2017-18 |
| Superliga de Grecia | PAOK de Salónica F. C.  | Grecia    | 2018-19 |
| Copa de Grecia      | PAOK de Salónica F. C.  | Grecia    | 2018-19 |

### Campeonatos internacionales
| Título               | Selección        | Sede        | Año  |
| -------------------- | ---------------- | ----------- | ---- |
| Juegos Panamericanos | Argentina sub-22 | Guadalajara | 2011 |